# Polietilene a bassa densità

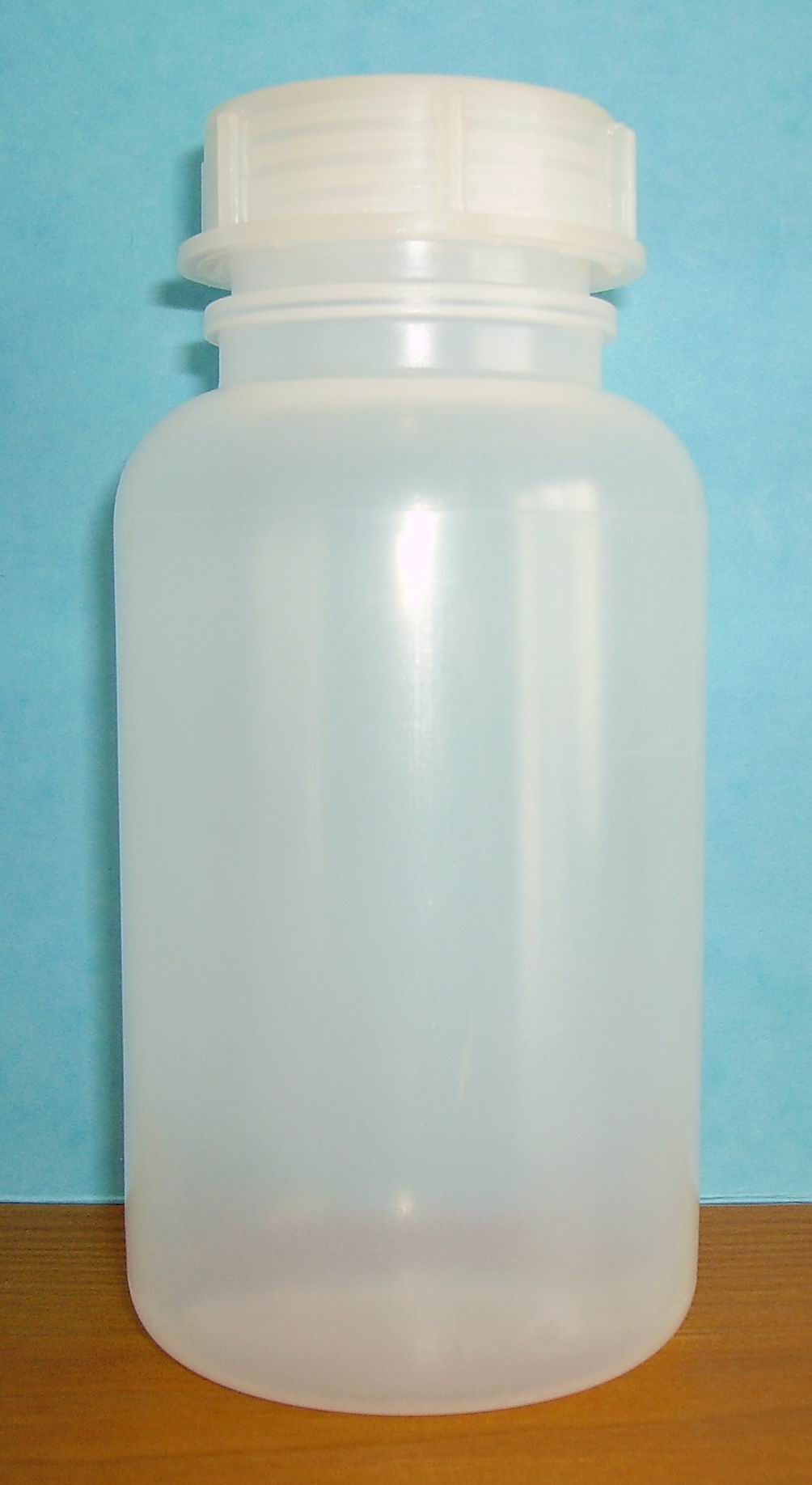
Contenitore in LDPE

Il polietilene a bassa densità (spesso abbreviato come LDPE, dall'inglese low-density polyethylene) è un polimero termoplastico ricavato dal petrolio. È stato il primo tipo di polietilene ad essere sintetizzato nel 1933 dalle Imperial Chemical Industries (ICI) per mezzo di un processo ad alta pressione con polimerizzazione radicalica. La sua produzione odierna utilizza lo stesso metodo. L'LDPE viene comunemente riciclato. Nonostante la concorrenza di polimeri più recenti, l'LDPE continua ad essere un'importante materia plastica. Nel 2009 il mercato globale dell'LDPE raggiunse un volume di 22,2 miliardi di dollari (15,9 miliardi di euro).

## Proprietà
L'LDPE è definito da un intervallo di densità di 0,910 - 0,940 g/cm³. Non reagisce a temperatura ambiente, tranne che con forti agenti ossidanti, e alcuni solventi causano rigonfiamento. Può sopportare temperature di 80 °C continuamente e di 95 °C per un breve periodo. Fabbricato in varietà traslucide od opache, è abbastanza flessibile e resistente. Ha un'ottima impermeabilità all'acqua.
L'LDPE ha più ramificazioni (sul 2% circa degli atomi di carbonio) del polietilene ad alta densità (HDPE, high-density polyethylene), così le sue forze intermolecolari (attrazione tra dipolo istantaneo e dipolo indotto) sono più deboli,  la resistenza alla trazione è minore e la resilienza è maggiore. Inoltre, siccome le sue molecole sono impaccate meno strettamente e sono meno cristalline per le ramificazioni laterali, la sua densità è minore. L'LDPE contiene, come elementi chimici, carbonio e idrogeno.

### Resistenza chimica
- Resistenza eccellente (non subisce attacchi) a soluzioni diluite e concentrate di acidi, alcoli, basi ed esteri
- Buona resistenza (attacchi minori) ad aldeidi, chetoni e oli vegetali
- Resistenza limitata (attacchi moderati adatti solo per utilizzi a breve termine) a idrocarburi alifatici e aromatici, oli minerali e agenti ossidanti
- Resistenza scarsa agli idrocarburi alogenati, non se ne raccomanda l'uso.[3]

## Applicazioni
L'LDPE è largamente usato per la fabbricazione di vari contenitori, bottiglie usa-e-getta, flaconi per detersivi, tubazioni, borse di plastica per componenti elettronici e molti strumenti di laboratorio stampati a iniezione. Il suo utilizzo più comune è nelle pellicole sottili o film(spessore da 10 a 200 µm) utilizzati tal quali, ad es. come copertura per serre, o trasformati in manufatti come sacchetti di plastica. Altri prodotti sono:
- Vaschette e recipienti d'uso generale
- Contenitori per il cibo e per l'uso in laboratorio
- Superfici di lavoro resistenti alla corrosione
- Componenti che devono essere saldate e lavorate a macchina
- Componenti che richiedono flessibilità
- Componenti molto morbidi e pieghevoli
- Cartoni di succhi di frutta e latte,  la cui "intelaiatura" è costituita da una lamina di cartoncino ed LDPE (strato impermeabile interno ed esterno), e spesso da uno strato di alluminio.[4][5][6]
- Parti dell'hardware del computer, come il drive del disco rigido e quelli per i dischi ottici
- Scivoli di parchi-giochi
- Imballaggi di plastica